# レンブラントホテルズアンドリゾーツ
株式会社レンブラントホテルズアンドリゾーツ（英: REMBRANDT Hotels＆Resorts Company, Limited.）は、ホテル・レジャー事業、不動産事業、事業再生・事業承継事業などを行うレンブラントホールディングスのホテル・レジャー事業の運営会社である。

## 概要
レンブラントホールディングスのホテル・レジャー事業の運営会社として2015年に設立。
全国のレンブラントグループホテル14施設（日本国内リゾートホテル1・フルサービスホテル4・ビジネスホテル7、キャビンホテル１、海外ベトナムでリゾートホテル1）と静岡県にあるレンブラントゴルフ倶楽部御殿場、ゴルフ場1施設を運営している。社名の由来は画家レンブラントから。レンブラントの異名「光と影の魔術師」にちなみ、「スタッフがお客様の影となり、お客様の見えないニーズを汲み取る努力を常に怠らず一歩先を読んだサービスにより、最高のおもてなしを提供することを目指します」を、ホテルコンセプトとしている。

## 沿革
- 2011年4月 - レンブラントホテル厚木を開業[6]。
- 2012年4月 - 大分、西葛西、横浜でホテル開業[6]。
- 2013年4月 - 鹿児島でホテル開業[7]。
- 2014年11月 - 東名御殿場カントリークラブの運営権を取得→2015年4月にレンブラントゴルフ倶楽部御殿場として営業開始[6]。
- 2015年9月 - 当社設立[6]。
- 2015年11月 - 町田でホテル運営を開始[6]。
- 2016年9月 - ベトナムでホテル運営を行う日越カインホア有限会社の株式の80%を取得、ベトナムでのホテル運営を開始[6]。
- 2017年4月 - ベストウェスタン東京西葛西グランデを開業[6]。
- 2018年12月 - レンブラントグループで保有運営していた「オークラフロンティアホテル海老名」を「レンブラントホテル海老名」にリニューアル[8]。
- 2019年6月 - 「LaLa御殿場ホテル&リゾート」を取得、「レンブラントプレミアム富士御殿場」としてリニューアルオープン[9]。
- 2019年8月 - 「レンブラントスタイル札幌」開業[10]。
- 2019年9月 - 「レンブラント鹿児島」の運営をマイズテイズ・ホテル・マネジメントに譲渡し、施設名称を「アートホテル鹿児島」に改名[11]。
- 2020年7月 - 「レンブラントスタイル御殿場駒門」開業[12]。
- 2021年6月 - 「レンブラントキャビン新宿新大久保」開業[13]。
- 2021年12月 - 「レンブラントスタイル東京西葛西」、「レンブラントスタイル東京西葛西グランデ」リブランドオープン[14]。
- 2021年12月 - 「レンブラントスタイル横浜関内」開業[15]。
- 2022年2月 - 「レンブラントキャビン新宿新大久保」の8階にある共用スペースを時間制のカフェエリアとして改装し、『SOOM CAFE－숨－（スムカフェ）』をオープン[16]。

## 運営施設
- レンブラントプレミアム - ハイクラスリゾートホテル、日本国内1軒[17]。
  - レンブラントプレミアム富士御殿場 - 静岡県御殿場市、51室[18]。
- レンブラントホテル - フルサービスホテル、日本国内4軒[17]。
  - レンブラントホテル厚木 - 神奈川県厚木市、164室[17]。
  - レンブラントホテル東京町田 - 東京都町田市、100室[17]。
  - レンブラントホテル海老名 - 神奈川県海老名市、74室[17]。
  - レンブラントホテル大分 - 大分県大分市、144室[17]。
- レンブラントスタイル - 宿泊特化型ビジネスホテル（国内6軒）ホテル毎にコンセプトを設定[19]。
  - レンブラントスタイル札幌 - 北海道札幌市、184室、テーマは「まちのとまり木」[19]。
  - レンブラントスタイル御殿場駒門 - 静岡県御殿場市、150室、コンセプトは「まちのヨリドコロ」[19]。
  - レンブラントスタイル本厚木（来春再開予定）、神奈川県厚木市、162室、コンセプトは「まちのオアシス」[19]。
  - レンブラントスタイル東京西葛西 - 東京都江戸川区、184室[19]。
  - レンブラントスタイル東京西葛西グランデ - 東京都江戸川区、105室　[19]。
  - レンブラントスタイル横浜関内 - 神奈川県横浜市、164室[19]。
- ベストウェスタン - 外資系ブランドビジネスホテル、国内1軒[17]。									
  - ベストウェスタン横浜 - 神奈川県横浜市、185室[17]。
- レンブラントキャビン - カプセルホテル、国内1軒[17]。									
  - レンブラントキャビン新宿新大久保 - 東京都新宿区、206ユニット[17]。
- 海外
  - レンブラントホテルニャチャン - ベトナム・ニャチャン、80室、リゾートホテル[17]。
- ゴルフ場
  - レンブラントゴルフ倶楽部御殿場 - 静岡県御殿場市[17]。
- 開設予定
  - レンブラントスタイル沖縄 - 沖縄県那覇市、2022年4月1日グランドオープン[20]。

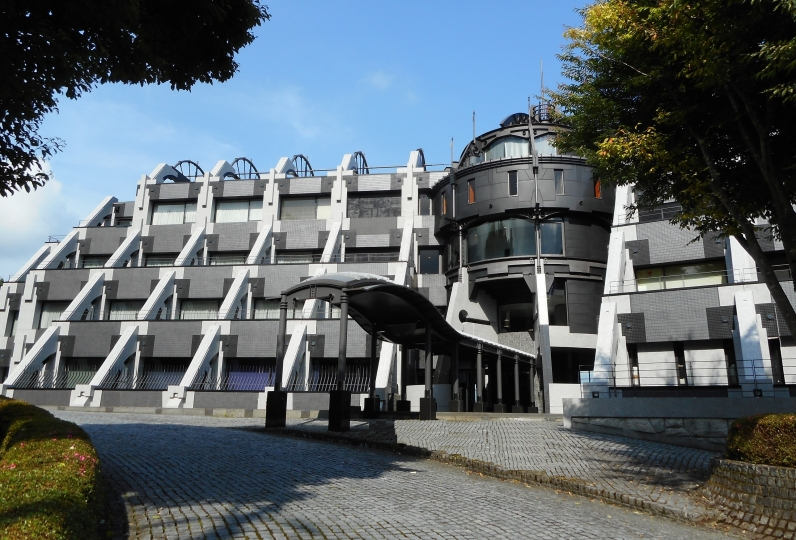
レンブラントプレミアム
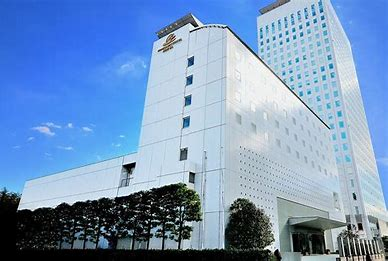
レンブラントホテル
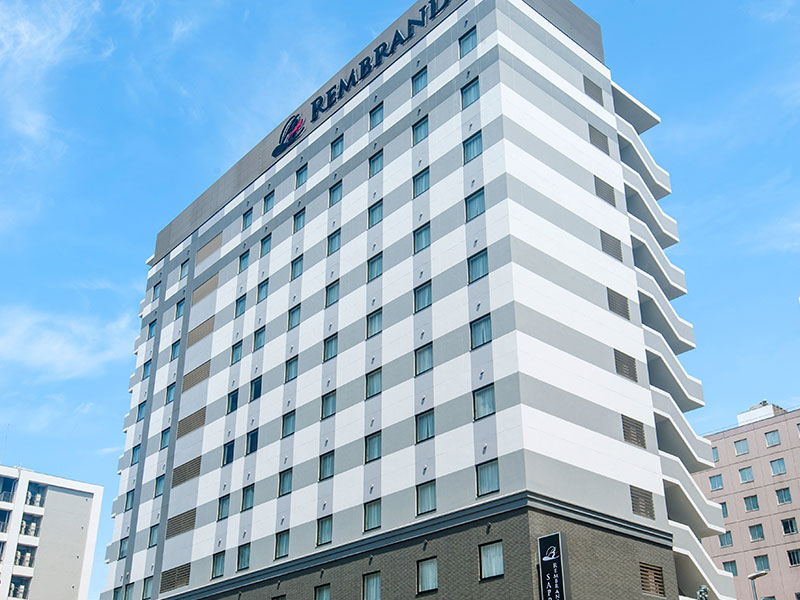
レンブラントスタイル
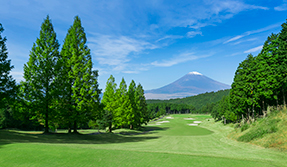
レンブラントゴルフ倶楽部御殿場